# Euphoria (Vinnie Vincent)
Euphoria (stampato anche con il nome The EP) è un EP del chitarrista Vinnie Vincent, pubblicato nel 1996.

## Il disco
Dopo la fine del progetto Vinnie Vincent Invasion, il chitarrista ritornò in studio nel 1989 con Robert Fleischman (il cantante originario degli Invasion) e il batterista Andre LaBelle. I tre registrarono almeno tredici canzoni, anche se non tutte a un livello di qualità necessario per essere pubblicate ufficialmente. La collaborazione avrebbe dovuto portare alla realizzazione di un album di inediti, che tuttavia non vide mai la luce. Mentre quattro di questi brani sono alla fine stati inseriti nel The EP/Euphoria nel 1996, solo altre sei canzoni inedite riuscirono a circolare tramite bootleg di bassa qualità. Le parti di batteria originalmente incise da LaBelle furono sostituite con una drum machine programmata da Vincent.

## Tracce
Testi e musiche di Vinnie Vincent.
1. Euphoria – 5:21
2. Getthe Led Out – 6:13
3. Wild Child – 5:11
4. Full Shredd – 4:57

## Formazione
- Robert Fleischman – voce
- Vinnie Vincent – chitarra, basso, seconda voce
- V. Meister (Vincent) – batteria

Musicisti non accreditati
- Andre LaBelle – batteria[1]